# Lisa Mathys
Lisa Mathys (geboren 29. Januar 1978 in Huttwil) ist eine Schweizer Politikerin (SP). Sie ist Grossrätin des Kantons Basel-Stadt und Präsidentin der SP Basel-Stadt.

## Leben
Mathys ist in Huttwil aufgewachsen. Sie besuchte dort die obligatorischen Schulen. Die Matur (Typus E: Wirtschaft) machte sie 1998 in Langenthal. Während der Gymnasialzeit zog sie nach Burgdorf, später nach Langnau und Bern und schliesslich 2003 nach Basel.
Nach der Matur arbeitete sie bis 1999 als Moderatorin bei Radio Emme in Langnau im Emmental. Darauf folgte von 1999 bis 2001 eine Berufslehre im Detailhandel bei Jecklin CD in Bern. Danach arbeitete sie wieder als Radiomoderatorin, nämlich von 2001 bis 2003 bei Radio Edelweiss in Liestal, danach bis 2009 bei Radio Basel 1 in Liestal und bis 2011 bei Radio Basel in Basel. Von 2011 bis 2020 war Mathys politische Sekretärin der SP Baselland. Seit 2020 ist sie Projektleiterin bei Energie Zukunft Schweiz AG in Basel.
Mathys ist seit dem 1. Januar 2018 Mitglied des Grossen Rates des Kantons Basel-Stadt. Sie rückte für Brigitte Hollinger nach. Im April 2021 wurde sie Co-Präsidentin der SP Basel-Stadt. Nach dem Rücktritt ihrer Amtskollegin Jessica Brandenberger wurde sie im Mai 2023 alleinige Präsidentin.
Mathys ist verheiratet und hat drei Kinder.